# زاور هاشموف
زاور هاشموف (بالأذرية: Zaur Həşimov)‏ هو لاعب كرة قدم أذربيجاني في مركز الدفاع، ولد في 25 أغسطس 1981 في سومقاييت في أذربيجان. شارك مع منتخب أذربيجان تحت 18 سنة لكرة القدم ومنتخب أذربيجان لكرة القدم. أما مع النوادي، فقد لعب مع نادي خزر لنكران ونادي سومقاييت ونادي قره باغ ونادي كشله.

## وصلات خارجية
- زاور هاشموف على موقع قاعدة بيانات كرة القدم.إي يو (الإنجليزية)
- زاور هاشموف على موقع ناشيونال فوتبول تيمز (الإنجليزية)
- زاور هاشموف على موقع Soccerway.com (الإنجليزية)